# Escapade (cântec)
„Escapade” este un cântec al interpretei americane Janet Jackson. Piesa a fost compusă de Jimmy Jam și Terry Lewis și Jackson, fiind inclusă pe cel de-al patrulea material discografic de studio al artistei, Rhythm Nation 1814. „Escapade” a ocupat locul 3 în Canada și prima poziție în Statele Unite ale Americii, devenind un hit moderat la nivel mondial.

## Clasamente
| Clasament                            | Poziția maximă | Referință |
| ------------------------------------ | -------------- | --------- |
| Australian Singles Chart             | 25             | [ 4 ]     |
| Belgian Singles Chart (Flandra)      | 11             | [ 5 ]     |
| Canadian Hot 100                     | 3              | [ 6 ]     |
| Dutch Singles Chart                  | 13             | [ 7 ]     |
| France Singles Chart                 | 23             | [ 2 ]     |
| German Singles Chart                 | 17             | [ 8 ]     |
| Irish Singles Chart                  | 13             | [ 9 ]     |
| New Zealand Singles Chart            | 15             | [ 2 ]     |
| UK Singles Chart                     | 17             | [ 10 ]    |
| U.S. Billboard Hot 100               | 1              | [ 3 ]     |
| U.S. Billboard Hot R&B/Hip-Hop Songs | 1              | [ 3 ]     |
| U.S. Billboard Hot Dance Club Play   | 1              | [ 3 ]     |